# Big Nate (série de televisão)
Big Nate é uma série de animação via streaming americana desenvolvido por Mitch Watson e baseado na tira de quadrinhos de mesmo nome de Lincoln Peirce. A série estreou no Paramount+ em 17 de fevereiro de 2022 e começou a ser exibida na Nickelodeon em 5 de setembro de 2022. 
Em março de 2022, a série foi renovada para uma segunda temporada, que estreou em 7 de julho de 2023.
Em 28 de março de 2024, a série foi removida da Paramount+ como parte de uma "decisão estratégica de focar em conteúdo com apelo global de massa". A produção da série terminou em 25 de julho de 2024. Apesar da remoção do Paramount+, a maioria dos episódios do programa ainda estão disponíveis para compra em plataformas digitais. Em 26 de agosto de 2024, todos os episódios da segunda temporada, incluindo todos os episódios inéditos anteriores da temporada, foram colocados na Apple TV e Amazon Prime para compra.

## Premissa
Big Nate segue as aventuras e desventuras de Nate Wright, um aluno da sexta série semi-incompetente, espirituoso e rebelde. Seu grupo de amigos inclui Francis, Teddy, Chad e Dee Dee. Nate odeia a professora de estudos sociais Sra. Godfrey, a quem ele considera sua inimiga e a chama de nomes como "Godzilla da Escola", e o firme diretor Nichols. Em casa, Nate mora com seu pai solteiro, Martin, e sua irmã Ellen.

## Personagens
| Personagem        | Dublador(a) original     | Dublador(a)        |
| ----------------- | ------------------------ | ------------------ |
| Nate Wright       | Ben Giroux               | Victor Hugo        |
| Ellen Wright      | Dove Cameron             | Sabrina L'astorina |
| Martin Wright     | Rob Delaney              | Mauro Horta        |
| Teddy Ortiz       | Arnie Pantoja            | Renan Ribeiro      |
| Chad Applewhite   | Charlie Schlatter        | Matheus Brum       |
| Principal Nichols | Kevin Michael Richardson | Eduardo Borgerth   |
| Mrs. Godfrey      | Carolyn Hennesy          | Isabella Quadros   |
| Francis Pope      | Daniel MK Cohen          | Pablo Barros       |
| Dee Dee Holloway  | Bryce Charles            | Lhays Macedo       |

| Créditos de dublagem | Brasil |
| -------------------- | --- |
| Estúdio              | Audio News |
| Direção              | Camila Andrade (Episódio 1–3) Renan Ribeiro (Episódio 4) Jéssica Vieira (Episódio 5) Bia Menezes (Episódio 6–7) |
| Tradução             | Laura Vidaurretta (Episódio 1) Maryna Lucchesi (Episódio 2–4) Sandra Vieira Virgínia Rodrigues (Episódio 7)     |

## Transmissão
A série foi originalmente planejada para estrear na Nickelodeon em setembro de 2021. No entanto, em dezembro de 2021, com o elenco, foi anunciado que estrearia na Paramount+ no início de 2022, mais tarde especificado como 17 de fevereiro. Em 3 de agosto de 2022, foi anunciado que nove novos episódios seriam lançados na Paramount+ em 19 de agosto de 2022. A série começou a ser exibida na Nickelodeon em 5 de setembro de 2022.
No Brasil, a série estreou em 26 de setembro de 2022 na Nickelodeon Brasil.

## Produção
Em 1991, o primeiro ano em que o quadrinho de Big Nate foi publicado, o produtor executivo de Peanuts, Lee Mendelson, comprou a opção de Lincoln Peirce para fazer uma série de televisão animada Big Nate para desenhos de sábado de manhã na NBC; Peirce "recebeu US $ 5.000 para escrever uma bíblia citação sobre citação descrevendo os personagens e descrevendo algumas idéias de histórias". No entanto, no dia seguinte à finalização do acordo, todos os desenhos animados da NBC da manhã de sábado foram cancelados, enviando a série para o inferno do desenvolvimento.
Em 19 de fevereiro de 2020, a Nickelodeon anunciou uma série animada de Big Nate. A vice-presidente executiva de produção e desenvolvimento de animação da Nickelodeon, Ramsey Ann Naito, afirmou que há muito tempo queria adaptar a série de livros Big Nate em uma série animada.
Em 24 de março de 2022, a série foi renovada para uma segunda temporada de 10 episódios. Em 3 de agosto de 2022, foi anunciado que 10 episódios adicionais foram encomendados para a segunda temporada, que estreou em 7 de julho de 2023.

## Episódios

### 1ª Temporada (2022)
| N.º na série | N.º na temp. | Título                                                              | Lançamento original     | Dirigido por                      | Escrito por              | Exibição original (Nickelodeon) | Exibição no Brasil      | Cód. de produção | Audiência (milhões) |
| --- | ------------ | ------------------------------------------------------------------- | ----------------------- | --------------------------------- | ------------------------ | ------------------------------- | ----------------------- | ---------------- | ------------------- |
| 1 | 1            | "A Lenda do Gunter (BR)" "The Legend of the Gunting"                | 17 de fevereiro de 2022 | Kimberly Jo Mills & Jim Mortensen | Mitch Watson             | 5 de setembro de 2022           | 26 de setembro de 2022  | 101              | 0.20                |
| Nate descobre que está a uma detenção de ser "armado", um mito em que alguém supostamente desaparece de cinco detenções em uma semana. Nate tenta passar a semana inteira sem receber nenhuma detenção. Mas ele é convidado a mostrar problemas em fazer o novo garoto, Bentley Carter, na escola, que está determinado a se tornar o parceiro de pegadinhas de Nate. Atores convidados: Jack Black como Brad Gunter e Danny Jacobs como Bentley Carter                                                                            |              |                                                                     |                         |                                   |                          |                                 |                         |                  |                     |
| 2 | 2            | "Vai Nate, É o seu Aniversário (BR)" "Go Nate, It's Your Birthday"  | 17 de fevereiro de 2022 | Jeff DeGrandis & Jim Mortensen    | Elliott Owen             | 9 de setembro de 2022           | 3 de outubro de 2022    | 102              | 0.23                |
| É o aniversário de Nate, e seu pai, Martin, empresta seu cartão de crédito para o dia. Mas Nate acidentalmente estoura o limite do cartão de crédito e tenta encontrar uma maneira de pagar a dívida que ele deve. Enquanto isso, Martin ajuda a irmã de Nate, Ellen, a superar sua claustrofobia para a corrida Ididnotarod. |              |                                                                     |                         |                                   |                          |                                 |                         |                  |                     |
| 3 | 3            | "Dia dos Namorados Macabro (BR)" "Valentine's Day of Horror"        | 17 de fevereiro de 2022 | Kyle Neswald                      | Elliott Owen             | 21 de outubro de 2022           | 31 de outubro de 2022   | 103              | 0.13                |
| É dia dos namorados e Nate tenta encontrar um grande gesto para seu verdadeiro amor, Jenny. Ele encontra um depois de vencer o concurso de arte da escola e ganhar uma festa de pizza para toda a escola. Mal sabe ele que a pizza causa intoxicação alimentar em todos. |              |                                                                     |                         |                                   |                          |                                 |                         |                  |                     |
| 4 | 4            | "Calamiaudade (BR)" "CATastrophe"                                   | 17 de fevereiro de 2022 | Jeff DeGrandis & Jim Mortensen    | Sarah Allan              | 16 de setembro de 2022          | 10 de outubro de 2022   | 105              | 0.20                |
| Para a Ciência, Nate está emparelhado com Jenny para o projeto Rube Goldberg. Mas quando ele vai até a casa dela para fazer o projeto, descobre que ela tem um gato que o deixa com medo e tenta superar sua ailurofobia. Enquanto isso, Ellen tenta curar o medo de Martin de banheiros públicos. |              |                                                                     |                         |                                   |                          |                                 |                         |                  |                     |
| 5 | 5            | "O Espinha (BR)" "The Pimple"                                       | 17 de fevereiro de 2022 | Kyle Neswald                      | Emily Brundige           | 16 de setembro de 2022          | 17 de outubro de 2022   | 106              | 0.24                |
| Nate tem sua primeira espinha, que a princípio considera um desastre, mas logo descobre que é uma sorte para todos quando a tocam. Enquanto isso, Dee Dee consegue a professora de teatro substituta de seus sonhos. Atriz convidada: Kimberly Brooks como Donna |              |                                                                     |                         |                                   |                          |                                 |                         |                  |                     |
| 6 | 6            | "Belle em Lágrimas (BR)" "Belles A Ringin'"                         | 17 de fevereiro de 2022 | Kimberly Jo Mills                 | Ben Lapides              | 23 de setembro de 2022          | 24 de outubro de 2022   | 107              | 0.21                |
| Ellen fica com o coração partido quando termina com o namorado, então Nate compra romances para ela. Nate descobre que eles são grandes vacas leiteiras e escreve um de sua autoria, intitulado Belle em Lágrimas. Os editores adoram o livro e querem que ele faça mais romances. Nate escreve mais romances, com a ajuda de seus amigos, sobre a vida pessoal das pessoas. |              |                                                                     |                         |                                   |                          |                                 |                         |                  |                     |
| 7 | 7            | "Perturbadores do Tempo (BR)" "Time Disruptors"                     | 17 de fevereiro de 2022 | Tanner Johnson                    | Eric Shaw & Mitch Watson | 30 de setembro de 2022          | 7 de novembro de 2022   | 108              | 0.19                |
| Nate faz planos para o próximo P.S. 38, baseado na Lenda da Garota do Milharal educada em casa, e planeja se vestir como os disruptores do tempo, um grupo de super-heróis que Nate afirma ser a franquia mais épica do cinema. Mas Nate descobre que Francis não está ajudando tanto quanto ele e descobre que ele está ensinando uma garota de sua escola rival, a Escola Jefferson Middle, por quem ele logo se apaixona. Nate também descobre que Jefferson está dando um baile de máscaras no mesmo dia do baile.             |              |                                                                     |                         |                                   |                          |                                 |                         |                  |                     |
| 8 | 8            | "Guerreiros da Natureza (BR)" "Wilderness Warriors"                 | 17 de fevereiro de 2022 | Kyle Neswald                      | Sarah Allan              | 13 de janeiro de 2023           | 14 de novembro de 2022  | ASA              | 0.29                |
| A sexta série na P.S. 38 vai acampar e Nate está determinado a ganhar o prêmio Guerreiros da Natureza. Enquanto isso, Dee Dee tenta superar seu medo de acampar. Além disso, o diretor Nichols e o Sr. Galvin planejam roubar um ovo de águia para arrecadar pequenos fundos para a escola. |              |                                                                     |                         |                                   |                          |                                 |                         |                  |                     |
| 9 | 9            | "Melhores Planos para o Celular (BR)" "Best Laid Cell Plans"        | 19 de agosto de 2022    | Kyle Neswald                      | Emily Brundige           | 12 de abril de 2023             | 20 de março de 2023     | 109              | ASD                 |
| Nate e seus amigos descobrem que Francis tem um celular para emergências. Eles imediatamente o usam o tempo todo, mas Nate acidentalmente faz um vídeo que o mostra dizendo "Eu amo Gina" enquanto realmente imita a Sra. Godfrey. Isso faz com que toda a escola pense que Nate tem uma queda por Gina. Kim Cressly, uma garota que tem uma queda por Nate, mantém Nate e Gina como reféns em seu porão para descobrir se Nate realmente gosta de Gina.                                                                           |              |                                                                     |                         |                                   |                          |                                 |                         |                  |                     |
| 10 | 10           | "Fim de Jogo (BR)" "Game Over"                                      | 19 de agosto de 2022    | Kimberly Jo Mills                 | Mitch Watson             | 18 de abril de 2023             | 27 de março de 2023     | 110              | ASD                 |
| Nate descobre que ele é o motivo do cancelamento de lagartos após a exibição de um show de lagartos. Então, Nate tenta salvar a lagartixa de estimação da classe, Shelia, que ele acidentalmente deixou sair da escola depois que descobriu que ela estava grávida. Mal sabe ele que Shelia e seus filhotes de lagartos estão realmente rastejando pelas saídas de ar da escola. |              |                                                                     |                         |                                   |                          |                                 |                         |                  |                     |
| 11 | 11           | "O Rock Até o Fim (BR)" "Til Death Do We Rock"                      | 19 de agosto de 2022    | Kyle Neswald                      | Emily Brundige           | 4 de março de 2023              | 27 de fevereiro de 2023 | 111              | 0.17                |
| A banda de Nate, "Fear the Mollusk", diz a ele que seu canto não é bom e, em vez disso, contrata o rival de Nate, Artur, como vocalista principal, para desespero de Nate. Enquanto isso, Martin consegue um emprego como atendente de banheiro, mas acidentalmente diz a Nate que é CEO de uma empresa de catering. |              |                                                                     |                         |                                   |                          |                                 |                         |                  |                     |
| 12 | 12           | "A Mãe do Randy Tá com Tudo (BR)" "Randy's Mom Has Got It Goin' On" | 19 de agosto de 2022    | Kimberly Jo Mills                 | Sarah Allan              | 17 de abril de 2023             | 6 de março de 2023      | 112              | ASD                 |
| Martin se apaixona pela mãe de Randy, Barbara, para grande consternação de Nate, pois Randy sempre pega no pé de Nate. Eles começam a se dar bem, pois Randy nunca se mete em problemas. Mas, depois de ver Randy desmantelar a propriedade do tio de Teddy, Nate pensa que ele é um idiota novamente. Ellen diz a Nate que encontrou um anel de noivado no quarto de Martin. Pensando que poderiam irmãos, Nate se junta a Randy para fazer Martin e Barbara terminarem um com o outro. Ator convidado: Nasim Pedrad como Barbara |              |                                                                     |                         |                                   |                          |                                 |                         |                  |                     |
| 13 | 13           | "ASA" "Ghostly Coven of Man Witches"                                | 19 de agosto de 2022    | Kimberly Jo Mills                 | Michael Ryan             | 14 de outubro de 2022           | ASA                     | 113              | ASD                 |
| Para se livrar de um teste de ciências, Nate e seus amigos entram furtivamente na escola à noite para colocar decorações assustadoras para fazer com que pareça mal-assombrada. Mas Nate encontra ruídos e coisas que podem dizer que a escola pode realmente ser assombrada por um coven fantasmagórico de bruxos. Enquanto isso, Martin vai ao funeral de um velho amigo que era palhaço, então ele se veste de palhaço. Mas o caos se instala no caminho de volta para casa.                                                    |              |                                                                     |                         |                                   |                          |                                 |                         |                  |                     |
| 14 | 14           | "O Futuro é Imprevisível (BR)" "The Future is Fuzzy"                | 19 de agosto de 2022    | Tanner Johnson                    | Sarah Allan              | 19 de abril de 2023             | 3 de abril de 2023      | 114              | 0.11                |
| Durante a aula de educação física, Nate é atingido por uma bola de queimada e sofre uma lesão de syneos que o faz prever o tempo. Ele se torna estagiário do meteorologista local Wink Summers. Enquanto isso, Dee Dee acha que um novo garoto no clube de teatro está roubando seus holofotes. |              |                                                                     |                         |                                   |                          |                                 |                         |                  |                     |
| 15 | 15           | "Campeonato Congelante (BR)" "The Big Freeze"                       | 19 de agosto de 2022    | Kimberly Jo Mills                 | Ben Lapides              | ASA                             | 6 de fevereiro de 2023  | 115              | ASD                 |
| Nate e a equipe incrível enfrentam Jefferson no concurso anual de esculturas de neve, o Grande Congelado, e quem vencer ganha uma máquina de lanches para a escola. Nate descobre que Nolan, um rival de longa data, está no time de Jefferson e faz de tudo para vencê-lo. |              |                                                                     |                         |                                   |                          |                                 |                         |                  |                     |
| 16 | 16           | "O Feitiço dos Applewhites (BR)" "The Curse of the Applewhites"     | 19 de agosto de 2022    | Tanner Johnson                    | Lissy Klatchko           | 11 de abril de 2023             | 20 de fevereiro de 2023 | 116              | 0.12                |
| Nate é designado para praticar patinação artística na aula de ginástica enquanto seus amigos jogam hóquei, para sua consternação. Ele consegue que Chad seja seu parceiro de patinação artística, mas descobre que há uma antiga maldição da patinação artística em sua família. Enquanto isso, os amigos de Nate tentam ensinar Martin a dizer "não" a Nate. |              |                                                                     |                         |                                   |                          |                                 |                         |                  |                     |
| 17 | 17           | "Aquele que Não Quer Sair (BR)" "The Thing That Wouldn't Leave"     | 19 de agosto de 2022    | Tanner Johnson                    | Ben Lapides              | 10 de abril de 2023             | 13 de março de 2023     | 117              | 0.12                |
| Nate passa as férias de primavera com a família de Francis, onde eles visitam Rhinelander, Wisconsin. Nate descobre o cronograma planejado e o experimenta com sua família. Não dá certo e ele se muda com a família de Francis sem que Martin e Ellen percebam. Ele vê a programação deles em casa, mas o desastre começa quando seu alter ego maníaco, Nathaniel, entra em ação. Enquanto isso, Martin e Ellen são convidados a tomar conta de Spitsy, mas o perdem e se perguntam onde Nate está.                               |              |                                                                     |                         |                                   |                          |                                 |                         |                  |                     |
| 18 | 18           | "Guerra de Gentileza (BR)" "Kindness Wars"                          | 26 de dezembro de 2022  | Kyle Neswald                      | Emily Brundige           | 24 de abril de 2023             | 4 de setembro de 2023   | 118              | 0.15                |
| Artur faz um favor o Nate ao escrever seu relatório no prazo. Nate se sente endividado e tenta fazer coisas mais gentis por ele para equilibrar a balança, mas Artur faz muito mais coisas por Nate. Enquanto isso, Francis é perseguido por Randy, então Kim o ensina a canalizar sua Kim interior. Além disso, os professores tentam fazer o maior mirtilo para o Concurso Anual de Mirtilo Rackleff. |              |                                                                     |                         |                                   |                          |                                 |                         |                  |                     |
| 19 | 19           | "Espere até o Anoitecer (BR)" "Wait Until Dark"                     | 26 de dezembro de 2022  | Kimberly Jo Mills                 | Ben Lapides              | ASA                             | 6 de setembro de 2023   | 119              | ASD                 |
| Martin e Ellen estão saindo da cidade, então Nate está animado para ficar em casa sozinho. Mas quando ele ouve que os lobos zumbis estão atacando pela cidade, ele questiona sua decisão de ficar sozinho. Enquanto isso, Martin descobre que o evento para o qual está indo é na semana que vem, então ele volta para casa, o que é mais difícil do que o esperado. |              |                                                                     |                         |                                   |                          |                                 |                         |                  |                     |
| 20 | 20           | "A Raiz Quadrada de Teddy (BR)" "The Square Root of Teddy"          | 26 de dezembro de 2022  | Tanner Johnson                    | Emily Brundige           | 18 de setembro de 2023          | 6 de setembro de 2023   | 120              | 0.08                |
| A Sra. Godfrey tem um teste padronizado em sua classe e Teddy obtém uma pontuação perfeita. Ele é considerado um gênio e é convidado a competir na competição de matemática do Numberdome. Francis está lutando com sua identidade como o garoto mais inteligente da sexta série, então seus amigos o ajudam a entrar no Numberdome. |              |                                                                     |                         |                                   |                          |                                 |                         |                  |                     |
| 21 | 21           | "Dezesseis Velas (BR)" "Six-Tween Candles"                          | 26 de dezembro de 2022  | Kyle Neswald                      | Sarah Allen              | 19 de setembro de 2023          | 7 de setembro de 2023   | 121              | 0.16                |
| É o aniversário da Dee Dee e ela está muito animada. Mas seus amigos e seus pais estão muito ocupados preparando sua festa surpresa e tentam esconder qualquer detalhe. Isso faz com que Dee Dee se sinta excluída e ela acaba passando o dia com uma nova garota em sua classe, Amy. Atriz convidada: Ali Stroker como Amy |              |                                                                     |                         |                                   |                          |                                 |                         |                  |                     |
| 22 | 22           | "É Solitário Estar no Topo (BR)" "It's Lonely at the Top"           | 26 de dezembro de 2022  | Tanner Johnson                    | Sarah Allen              | 21 de setembro de 2023          | 11 de setembro de 2023  | 123              | 0.11                |
| Nate é eleito sargento de segurança estudantil, para grande consternação de Gina. Mas ele cria muitas regras divertidas que enlouquecem toda a escola, o que o deixa despreparado. Enquanto isso, o diretor Nichols descobre que todos os outros professores ficam sem ele fora da escola, o que faz com que ele se encaixe em seu círculo íntimo. |              |                                                                     |                         |                                   |                          |                                 |                         |                  |                     |
| 23 | 23           | "Nate É um Cavaleiro (BR)" "Nate in Shining Armor"                  | 26 de dezembro de 2022  | Kimberly Jo Mills                 | Ben Lapides              | 26 de setembro de 2023          | 13 de setembro de 2023  | 125              | 0.14                |
| Todos os alunos da sexta série são convidados a mostrar a escola aos alunos da 5ª série e ver se eles querem vir para o P.S. 38 no próximo ano. Mas a "nova amiga" de Nate, Leah, age como uma pessoa dos tempos medievais, o que parece ser um problema. Então Nate tenta agir como seu cavaleiro para levá-la ao P.S. 38. Enquanto isso, Martin e Ellen pedem ajuda ao tio Predro de Teddy para fazer um jardim para seu quintal.                                                                                                |              |                                                                     |                         |                                   |                          |                                 |                         |                  |                     |
| 24 | 24           | "Terminar É Dureza (BR)" "Bro-king Up Is Hard To Do"                | 26 de dezembro de 2022  | Kyle Neswald                      | Emily Brundige           | 25 de setembro de 2023          | 12 de setembro de 2023  | 124              | 0.14                |
| Nate começa um bromance com o novo namorado legal de Ellen, Blade, para desespero de Ellen. Então Ellen tenta separar os dois um do outro. Enquanto isso, o diretor Nichols pede a "Fear the Mollusk" para fazer um novo hino escolar para P.S. 38. |              |                                                                     |                         |                                   |                          |                                 |                         |                  |                     |
| 25 | 25           | "Nate e o Musical (BR)" "Nate on a Hot Tin Roof"                    | 26 de dezembro de 2022  | Kimberly Jo Mills                 | Ben Lapides              | 20 de setembro de 2023          | 8 de setembro de 2023   | 122              | 0.11                |
| Nate recebe tantas detenções que os professores o colocam no "Nate Watch". Para sair dessa, Nate ajuda a Dee Dee a montar o novo musical e coloca os professores como as estrelas. Mas as coisas não correm tão bem como o esperado. |              |                                                                     |                         |                                   |                          |                                 |                         |                  |                     |
| 26 | 26           | "Primeiro de Abril (BR)" "The April Fool"                           | 26 de dezembro de 2022  | Tanner Johnson                    | Sarah Allen              | 27 de setembro de 2023          | 14 de setembro de 2023  | 125              | 0.16                |
| É o Dia da Mentira e Nate tenta encontrar a pegadinha perfeita inspirada em seu herói Brad Gunter, mas as coisas ficam mais loucas quando Nate o vê pessoalmente. Enquanto isso, o diretor Nichols tenta se esconder de todas as pegadinhas planejadas. Ator convidado: Mick Wingert como Brad Gunter |              |                                                                     |                         |                                   |                          |                                 |                         |                  |                     |

### 2ª Temporada (2023)
| N.º na série | N.º na temp. | Título                                                                      | Lançamento original | Dirigido por                                      | Escrito por                                                          | Exibição original (Nicktoons)          | Exibição no Brasil                             | Cód. de produção | Audiência (milhões) |
| --- | ------------ | --------------------------------------------------------------------------- | ------------------- | ------------------------------------------------- | -------------------------------------------------------------------- | -------------------------------------- | ---------------------------------------------- | ---------------- | ------------------- |
| 27–28 | 12           | "O Feitiço de Ecacorpico (BR)" "The Curse of Eewcorpico"                    | 7 de julho de 2023  | Kimberly Jo MillsVictoria Harris & Tanner Johnson | Emily BrundigeBen Lapides                                            | 12 de março de 202413 de março de 2024 | 10 de fevereiro de 202411 de fevereiro de 2024 | 201              | ASD                 |
| Parte 1: Os avós de Nate levam os Wrights para uma aventura perigosa para achar a lenda do tesouro de Ecacorpico; Capitã Dee Dee lidera uma missão para salvar Nate e sua família do feitiço do tesouro. Parte 2: Nate continua sua busca pelo tesouro, mas o Feitiço de Ecacorpico tem outros planos. Levados para uma ilha, o resto da turma busca por Nate enquanto a volta para Rackleff em segurança parece ser cada vez menos provável. |              |                                                                             |                     |                                                   |                                                                      |                                        |                                                |                  |                     |
| 29 | 3            | "Loucura do Bigode (BR)" "Mouth Brow Madness"                               | 7 de julho de 2023  | Kimberly Jo Mills                                 | Ben Lapides                                                          | 18 de março de 2024                    | 24 de fevereiro de 2024                        | 205              | ASD                 |
| Para buscar aprovação do sétimo ano, Nate e Teddy vão ver a realidade da vida após o sexto ano. |              |                                                                             |                     |                                                   |                                                                      |                                        |                                                |                  |                     |
| 30 | 4            | "Salgadinho Supergostoso Beardy (BR)" "Flavor Blasted Beardy Yum Yums"      | 7 de julho de 2023  | Kimberly Jo Mills                                 | Mitch Watson                                                         | 20 de março de 2024                    | 3 de março de 2024                             | 208              | ASD                 |
| Nate espalha o caos depois de apresentar à P.S. 38 a nova máquina de salgadinhos da Eca! Corporações e causar efeitos colaterais duvidosos. |              |                                                                             |                     |                                                   |                                                                      |                                        |                                                |                  |                     |
| 31 | 5            | "Jingle do Banheiro (BR)" "Bum Rap"                                         | 7 de julho de 2023  | Kyle Neswald                                      | Sarah Allen                                                          | 14 de março de 2024                    | 17 de fevereiro de 2024                        | 203              | ASD                 |
| Nate fica empolgado quando Martin concorda em substituir Godfrey, mas o comportamento dele faz com que ela retorne rapidamente; Dee Dee vira garota propaganda, mas o produto vergonhoso faz com que ela seja o centro das atenções. |              |                                                                             |                     |                                                   |                                                                      |                                        |                                                |                  |                     |
| 32 | 6            | "Uma Estrela Perdida (BR)" "A Star is Torn"                                 | 7 de julho de 2023  | Victoria Harris                                   | Emily Brundige                                                       | 18 de março de 2024                    | 25 de fevereiro de 2024                        | 206              | ASD                 |
| Dee Dee acaba ficando na mira de Nate e seu arqui-inimigo, Nolan. |              |                                                                             |                     |                                                   |                                                                      |                                        |                                                |                  |                     |
| 33 | 7            | "O Dia Horrível dos Namorados (BR)" "Valentine's Day of Horror: Chapter II" | 7 de julho de 2023  | Kyle Neswald                                      | Lissy Klatchko                                                       | 19 de março de 2024                    | 2 de março de 2024                             | 207              | ASD                 |
| Nate altera um questionário virtual sobre o amor para que a Jenny seja a sua parceira de dança no Dia dos Namorados. |              |                                                                             |                     |                                                   |                                                                      |                                        |                                                |                  |                     |
| 34 | 8            | "O Dia de Folga de Nate Wright (BR)" "Nate Wright's Day Off"                | 7 de julho de 2023  | Kyle Neswald                                      | Sarah Allen                                                          | 15 de março de 2024                    | 18 de fevereiro de 2024                        | 204              | ASD                 |
| Nate falta à aula, mas percebe que sua liberdade está com os minutos contados quando vê que precisa levar Spitsy ao veterinário. |              |                                                                             |                     |                                                   |                                                                      |                                        |                                                |                  |                     |
| 35 | 9            | "O Maioral de Rackleff (BR)" "Rackleff's G.O.A.T."                          | 7 de julho de 2023  | Victoria Harris                                   | Sarah Allen                                                          | 21 de março de 2024                    | 9 de março de 2024                             | 209              | ASD                 |
| Nate espera bater um recorde e Jenny viaja uma longa distância para ir à festa do Artur. |              |                                                                             |                     |                                                   |                                                                      |                                        |                                                |                  |                     |
| 36 | 10           | "A Balada do Nate (BR)" "The Ballad of Big Nate"                            | 7 de julho de 2023  | Kyle Neswald & Sam Koji Hale                      | História por: Sam Koji Hale & Mitch Watson Escrito por: Mitch Watson | 22 de março de 2024                    | 10 de março de 2024                            | 210              | ASD                 |
| Depois de ser julgado por um crítico de artes na P.S. 38, os personagens começam a desaparecer. |              |                                                                             |                     |                                                   |                                                                      |                                        |                                                |                  |                     |